# Jaune (album)
Pour les articles homonymes, voir Jaune (homonymie).
Albums de Jean-Pierre Ferland
Soleil
Jaune est le 10e album studio de Jean-Pierre Ferland, produit et publié en 1970. 
Album-concept, puisqu'il raconte une histoire narrée par le chanteur, il est constitué de pièces qui s'enchaînent naturellement à l'image du fameux medley de la face B de l'album Abbey Road des Beatles sorti un an auparavant.

## Description
À la fin des années 1960, Jean-Pierre Ferland rentre de France après le succès de son album Un peu plus loin, inspiré des chansons classiques de ses idoles Jacques Brel et Félix Leclerc. Il assiste alors à L’Osstidcho en compagnie de Guy Latraverse. La performance de Robert Charlebois le bouleverse. L’artiste est séduit par cette approche décomplexée et audacieuse inspirée du rock 'n' roll anglophone. Pour son nouvel album, Ferland décide de faire appel à Michel Robidoux, guitariste de Charlebois. En voyage en France, la paire écrit la chanson Le petit roi ainsi que Sing sing, qui est composée en un jet, après le premier essai de Ferland avec le cannabis. 
Le duo passe six mois en studio en compagnie du réalisateur André Perry. Des synthétiseurs Moog, instruments encore inconnus à l'époque au Québec, sont commandés de Los Angeles aux États-Unis. Il s'agit d'ailleurs de la première production d'un artiste québécois à contenir du synthétiseur Moog.
Le disque s'enregistre principalement dans le sous-sol d'André Perry, qui réside alors sur l'avenue Malo à Brossard. Alors un quartier résidentiel de bungalows en pleine construction, la rue a vu un autre événement artistique majeur du Québec être réalisé, soit Deux femmes en or dans des maisons presque mitoyennes.
Sur ce disque, Ferland et Robidoux sont accompagnés par trois musiciens américains réputés, David Spinozza jouera plus tard avec Paul et Linda McCartney sur l'album Ram ainsi qu'avec Paul Simon sur son album éponyme produit en 1972. Le bassiste Tony Levin, sera plus tard reconnu comme un membre du groupe accompagnateur de la carrière solo de Peter Gabriel et un musicien important pour la reformation de King Crimson. Puis le batteur Jim Young, quant à lui, jouera avec Ashford & Simpson, Ben E. King et Frank Sinatra. Pour concevoir les arrangements orchestraux, ce sont les musiciens américains Ant Phillips - aucun lien avec Anthony Phillips - et Buddy Fasano qui sont recrutés.

## Parution
Jaune paraît en novembre 1970, dans la foulée de la Crise d’Octobre. Malgré le tumulte dans l'actualité québécoise,  l’accueil positif de la critique aide à son succès, qui croît de manière exponentielle dans les années 1970. 

## Réception
Jaune marque un tournant dans la chanson québécoise, tant par sa musique résolument moderne que par la qualité de son enregistrement réalisé au studio d'André Perry situé à ce moment-là dans une ancienne église à Montréal. On en vendra 60 000 exemplaires en un an.  
Considéré comme un classique de la musique québécoise, l'album fut classé 71e plus important album canadien de tous les temps dans le livre de Bob Mersereau de 2007 intitulé The Top 100 Canadian Albums (en). Jaune et les trois albums studio d'Harmonium étant les seuls albums francophones faisant partie de la liste. 
En 2005, Ferland a fait paraître un boîtier pour le 35e anniversaire de l'album qui inclut l'album original, de nouveaux enregistrements des chansons de l'album chantées par Ferland lui-même, un DVD audio de l'album original en version remasterisée, ainsi qu'un disque hommage avec des chansons de l'album interprétées par divers artistes tels que Kevin Parent, Ariane Moffatt, Champion, Montag, Sixtoo, Kid Loco et Carl Bastien. Le Chat du café des artistes, interprété par Charlotte Gainsbourg, est également repris dans son album IRM, sorti en décembre 2009.

## Version remasterisée de l'album (2005)
La version remasterisée de l'album a été effectuée d'après les bandes originales, ce qui permet une clarté accrue de toutes les chansons sur l'album. Une des différences majeures se retrouve à la toute fin de God is an American, puisque le segment parlé Y comprendront jamais... Allez mon Saint-Pierre, coupe a été réenregistré.

## Liste des titres
| No  | Titre                                               | Durée |
| --- | --------------------------------------------------- | ----- |
| 1.  | Prologue                                            | 01:03 |
| 2.  | Le Petit Roi                                        | 04:14 |
| 3.  | Quand on aime on a toujours vingt ans               | 02:59 |
| 4.  | Sing Sing                                           | 04:57 |
| 5.  | God Is an American                                  | 05:05 |
| 6.  | Le Chat du Café des Artistes                        | 04:39 |
| 7.  | ...                                                 | 00:45 |
| 8.  | Y'a des jours                                       | 03:47 |
| 9.  | Ce qu'on dit quand on tient une femme dans ses bras | 03:51 |
| 10. | Épilogue                                            | 01:22 |
| 11. | It Ain't Fair                                       | 02:08 |

## Personnel
- Jean-Pierre Ferland : chant
- Michel Robidoux : piano, orgue, synthétiseur Moog, arrangements
- David Spinozza : guitares acoustique et électrique
- Tony Levin : basse
- Jim Young : batterie
- Les Petits Chanteurs du Mont-Royal : chœurs
- Josianne Roy : cordes, arrangements des cordes
- Guido Basso : cuivres, arrangements des cuivres
- Buddy Fasano, Ant Phillips : arrangements et direction d'orchestre

## Production
- Production, réalisation, direction artistique, prise de son, mixage : André Perry
- Prise de son, Mixage : Claude Demers
- Studio André Perry (dans une église à Montréal)